# Sonata para piano n.º 18 (Beethoven)

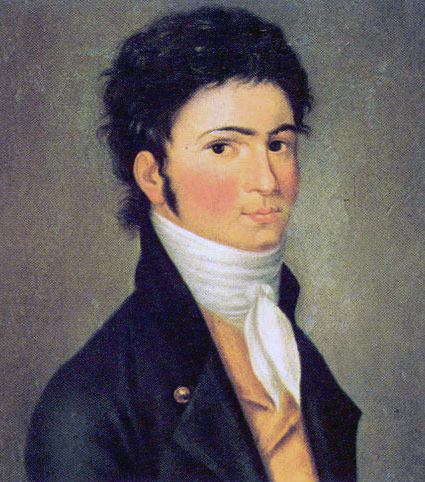
Beethoven en 1801.

La sonata para piano n.º 18 en mi bemol mayor, Op. 31 n.º 3 fue compuesta por Ludwig van Beethoven entre 1801 y 1802. Esta pieza a veces es conocida como "La caza" debido a que uno de los temas del movimiento final recuerda a una "llamada de trompa".

## Historia

### Composición
La composición de este opus se desarrolló entre 1801 y 1802. Por esta época Beethoven confesó por primera vez su sordera progresiva a dos amigos, Franz Gerhard Wegeler y Karl Amenda. El 29 de junio de 1801 le contó a Wegeler, su amigo de la infancia de Bonn y en aquel momento médico, que el "celoso demonio" (su mala salud) estaba haciendo estragos en él, y que durante tres años su audición había empeorado sin cesar, una catástrofe para un músico en activo. El 1 de julio de 1801 se lo confió a Karl Amenda, otro amigo íntimo que se había trasladado a la región báltica. Admitió que su audición se había deteriorado desde que Amenda había dejado Viena y no sabía si había posibilidad de cura. Beethoven pidió a ambos amigos que mantuvieran el secreto.
Las tres sonatas para piano que conforman el Opus 31 son las Sonatas n.º 16, n.º 17 y n.º 18. Aunque la n.º 16 figura como la primera del conjunto, el compositor había finalizado antes la n.º 17, "La tempestad". Debido a su descontento con el estilo clásico de la música, Beethoven se comprometió a tomar un nuevo camino de la composición musical y el estilo. Las piezas del Op. 31 son las primeras muestras de las nuevas y menos convencionales ideas del músico. Es importante tener en cuenta que estas piezas fueron escritas después del famoso Testamento de Heiligenstadt de 1802. Según los críticos estas obras muestran ahora más pronunciado sentido "beethoveniano" del estilo que se hará más evidente en las obras posteriores, más maduras. 

### Publicación
La publicación de este opus no estuvo exenta de polémica. El editor Hans Georg Nägeli de Zúrich le encargó estas sonatas para incluirlas en su serie titulada Répertoire des Clavecinistes. Beethoven accedió a esta propuesta sin saber que su hermano Carl estaba negociando las mismas sonatas con la editorial Breitkopf & Härtel de Leipzig. Esta cuestión produjo una fuerte discusión entre los hermanos. Ludwig mantuvo su palabra y envió las piezas a Zúrich, decisión de la que se arrepentiría más tarde. La publicación de Nägeli estaba plagada de errores y el editor incluso añadió varios compases que Beethoven detectó por pura casualidad.

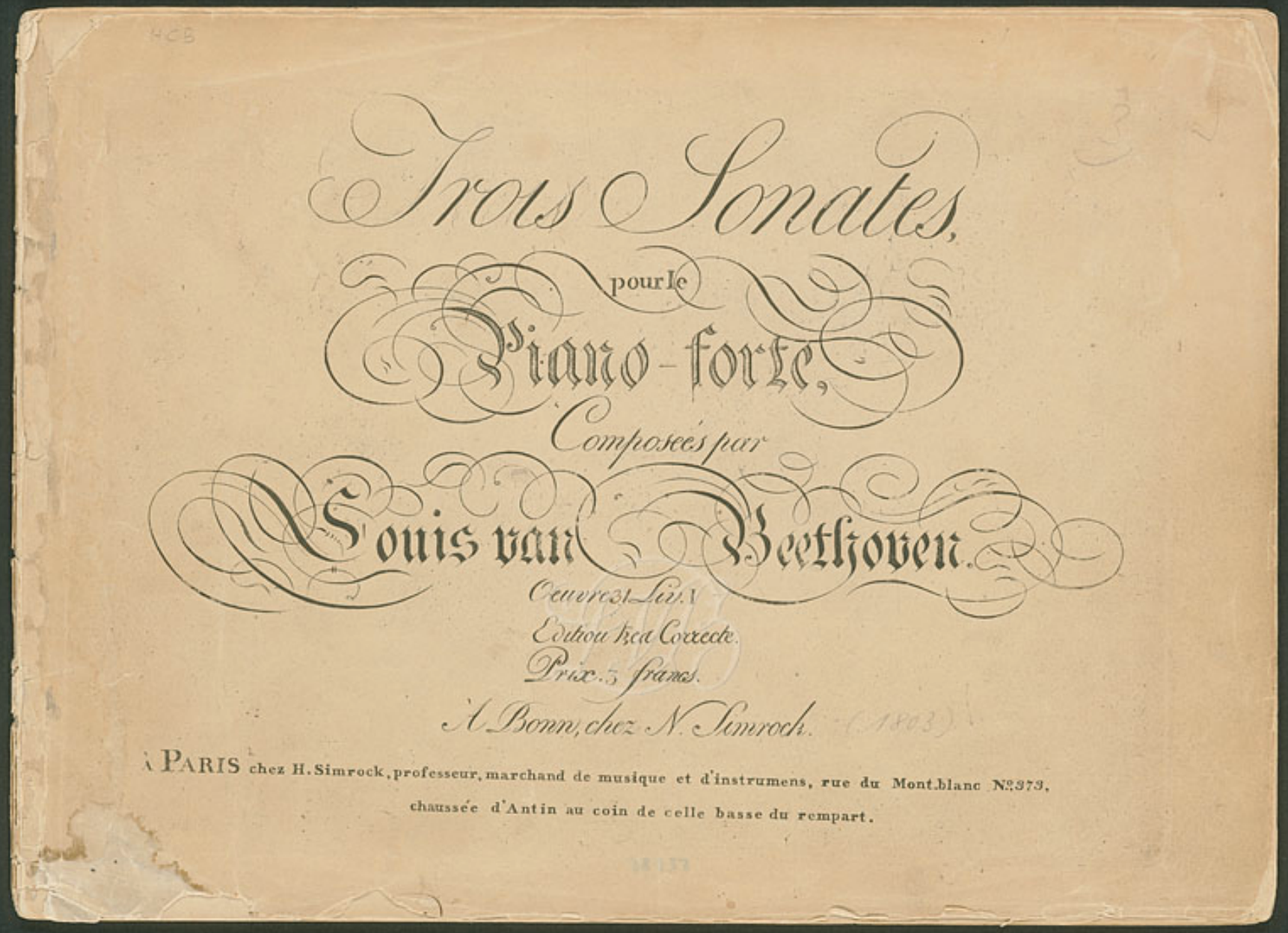
Portada de la edición de N. Simrock del Op. 31.

El suceso fue descrito por Ferdinand Ries en su Biographisches Notizen en los siguientes términos:

«Cuando llegó el documento corregido me encontré a Beethoven escribiendo. "Toca las sonatas", me dijo, pero permaneció sentado en su escritorio. Había numerosos errores, lo cual le impacientaba mucho. Al final del primer Allegro de la sonata en sol mayor, Nägeli había añadido incluso cuatro compases [...]. Cuando los toqué, Beethoven saltó de rabia, corrió hacia mí, me apartó del piano y gritó: "¿Dónde diablos está escrito eso?"- Cuando vio las notas impresas de esa manera, su asombro e indignación fueron increíbles.»

Beethoven estaba furioso con Nägeli. Al principio pensó en publicar un anuncio en el Allgemeine musikalische Zeitung de Leipzig para denunciar los errores. Pero luego decidió encargar a Nikolaus Simrock, músico y editor de Bonn, una nueva edición de las sonatas con el texto original correcto. Para distinguir las ediciones, añadió al título las palabras "édition très correcte". Las dos primeras ediciones de las sonatas son la de Nägeli que data del final de la primavera de 1803 y la reedición de Simrock en otoño de ese mismo año.

## Estructura y análisis
La sonata consta de cuatro movimientos:
- I. Allegro, en mi bemol mayor 3
4
- II. Scherzo. Allegretto vivace, en la bemol mayor 2
4
- III. Menuetto. Moderato e grazioso, en mi bemol mayor 3
4
- IV. Presto con fuoco, en mi bemol mayor 6
8

La interpretación de esta obra dura aproximadamente 22 minutos. Se trata de la tercera del Op. 31, con la que Beethoven dio otro gran paso adelante en el género que acabó revolucionando. Esta fue la última de las 32 sonatas para piano en tener un movimiento de minueto, claramente un vestigio del siglo XVIII que el compositor se sintió obligado a abandonar posteriormente. Aunque no se encuentra entre las sonatas más celebradas del maestro alemán, presenta al menos dos rasgos inusuales. En primer lugar, sus cuatro movimientos están todos en modo mayor y en tempo moderado o veloz, ya que no hay Adagio ni Largo. Esta ausencia de conflicto, aún dentro de los mismos movimientos, le otorga un carácter jocoso a toda la obra. En segundo lugar, la obra está compuesta enteramente por tiempos en forma sonata, salvo el Menuetto. Incluso el Scherzo adopta esta estructura, pese a que suele responder a formas ternarias.
Roger Kamien ha llevado a cabo un análisis schenkeriano de las características de los acordes de la sonata.

### I.Allegro
El primer movimiento, Allegro, está escrito en la tonalidad de mi bemol mayor, en compás de 3/4 y sigue la forma sonata. Arranca con un motivo de tres notas que parece reclamar con suavidad la atención del oyente. A partir de este fragmento y de la enérgica respuesta del bajo de cuatro acordes, Beethoven construye ingeniosamente el primer grupo temático. Una alegre melodía rápida lanza el segundo tema y mantiene el ambiente ligero y relativamente calmado. El material se repite y prosigue el desarrollo, basado sobre todo en el primer grupo temático, aunque el compositor aprovecha todo el material anterior. El encanto rítmico del inicio del desarrollo se debe en gran parte a la hábil transformación de la respuesta del bajo al motivo inicial. Le sigue la recapitulación y una breve coda cierra el movimiento.

### II.Scherzo. Allegretto vivace
El segundo movimiento, Scherzo. Allegretto vivace, está en la bemol mayor, en compás de 2/4 y también sigue la forma sonata. Es un scherzo poco ortodoxo ya que carece de sección de trío, presenta un desarrollo temático sustancial y está en ritmo binario de 2/4 en lugar de ternario. El tema principal es veloz y optimista, formando un patrón de doble arco. Una idea secundaria suena casi como un comentario humorístico sobre el material principal. Otro tema, frenético y sin aliento, orienta el ambiente hacia lo maníaco y extático. Seguidamente se desarrolla el material, con mucho humor, a medida que la música se desliza y resbala a través de coloridos efectos parecidos al glissando. La recapitulación ofrece ingeniosos cambios en los temas y el movimiento se cierra con una brillante y breve coda.

### III.Menuetto. Moderato e grazioso
El tercer movimiento, Menuetto. Moderato e grazioso, está en la tonalidad inicial, en compás de 3/4 y en forma ternaria. Es encantador y sin duda el más tradicional de los tiempos de la sonata. Es evidente que se remonta al siglo anterior. Quizás el compositor pretendía que sirviera de contraste, tras el scherzo más bien "moderno" para la época. Un elegante tema principal da paso a un material secundario vigoroso, casi disruptivo. Los temas se repiten y una coda cierra el movimiento.

### IV.Presto con fuoco
El cuarto y último movimiento, Presto con fuoco, retoma la tonalidad inicial, el ritmo es de 6/8 y sigue la forma sonata de nuevo. El finale comienza con una explosión de energía y presenta una ágil melodía descendente con acompañamiento de la mano izquierda. Surge otro tema, que algunos han comparado con una "llamada de trompa" (lo que ha dado a esta sonata un apodo más bien inapropiado), mientras la narración se desarrolla de manera implacable. Hay mucho jugueteo en esta música rítmica. Por ejemplo, el tema de la "llamada de la trompa" parece rebotar por todo el paisaje sonoro y el ambiente enérgico y boyante nunca decae. Tras la repetición de la exposición, se produce un cierto desarrollo de los materiales y aparece un nuevo tema. Después de la repetición, una breve coda cierra la sonata.

## Adaptaciones
- Camille Saint-Saëns utilizó la parte del trío del Menuetto como tema para sus Variaciones sobre un tema de Beethoven, Op. 35, para dos pianos de 1874.